# Euphyia trissocyma
Euphyia trissocyma är en fjärilsart som beskrevs av Turner 1922. Euphyia trissocyma ingår i släktet Euphyia och familjen mätare. Inga underarter finns listade i Catalogue of Life.